# Jordan Belfort
Jordan Ross Belfort (Queens, 9 de julho de 1962) é um autor e palestrante motivacional, e ex-corretor de bolsa dos Estados Unidos. Publicou o livro de memórias O Lobo de Wall Street que foi adaptado em um filme do diretor Martin Scorsese, lançado em 2013.

## Biografia

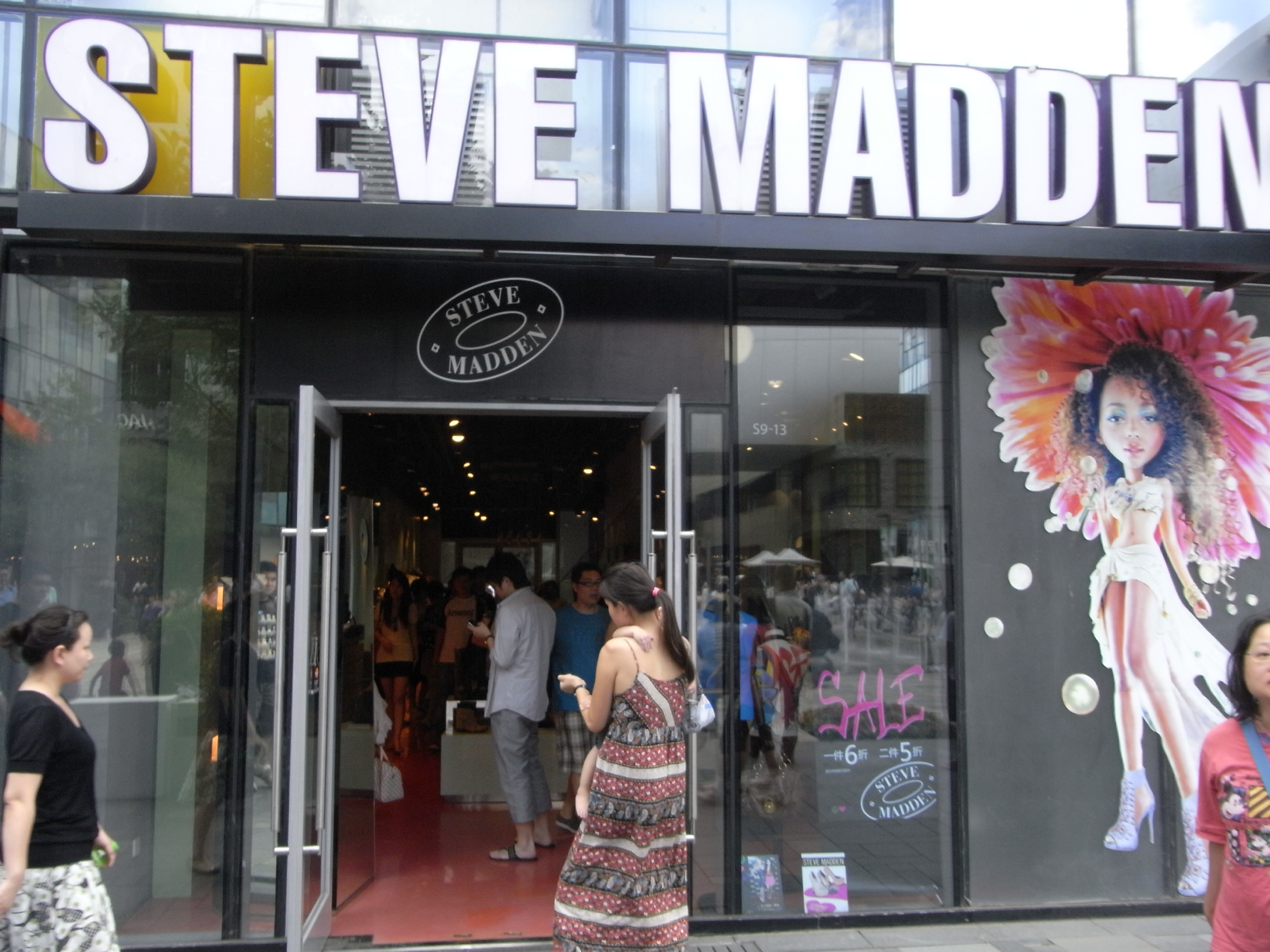
O IPO da Steve Madden Ltd foi um dos mais comentados.

Jordan fundou no final da década de 1980 a Stratton Oakmont, onde obteve milhões de dólares vendendo penny stock (ações de pequenas empresas de baixo valor de mercado) para depois partir para atividades ilegais de IPOs de pequenas empresas.
Em 1996, as autoridades federais finalmente alcançaram as atividades ilegais da Stratton Oakmont e fecharam a empresa. Jordan Belfort foi acusado de lavagem de dinheiro e fraude de valores mobiliários e em 2003, após um longo período de negociação com as autoridades, finalmente recebeu uma pena de quatro anos em um acordo com o FBI.